# Bahnhof Hamburg-Altona
Bahnhof Hamburg-Altona er en rebroussementsstation i bydelen Altona i Hamborg i Tyskland.
Stationen betjenes af både S-Bahn,  fjern- og regionaltog samt af biltog. I stationscentret ligger bl.a. en kiosk, Burger King, McDonald's, Media Markt og flere andre butikker.